# Біорізноманіття Косова

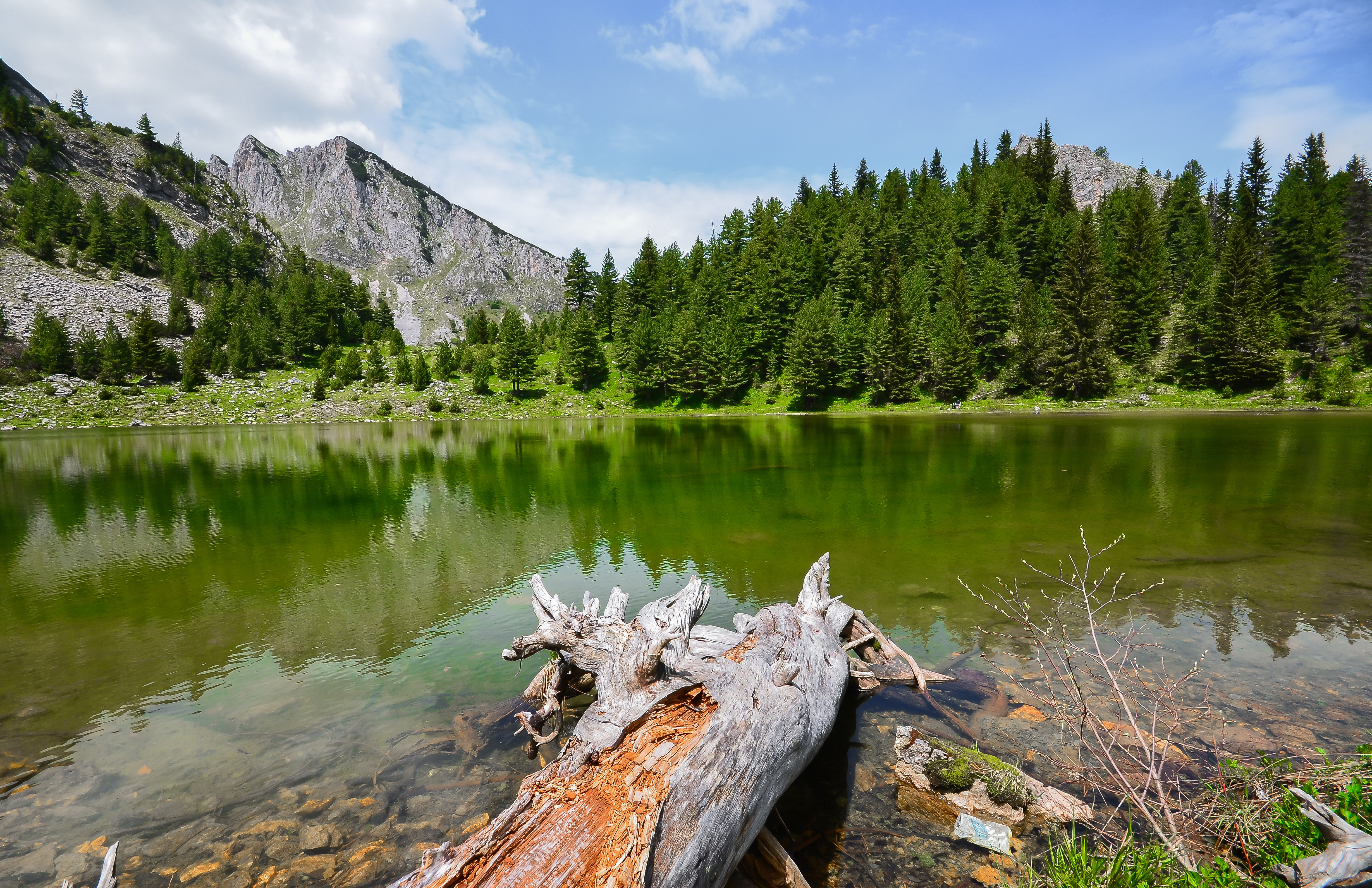
Національний парк «Бєшкет е Немуна» (укр. Прокляті гори)

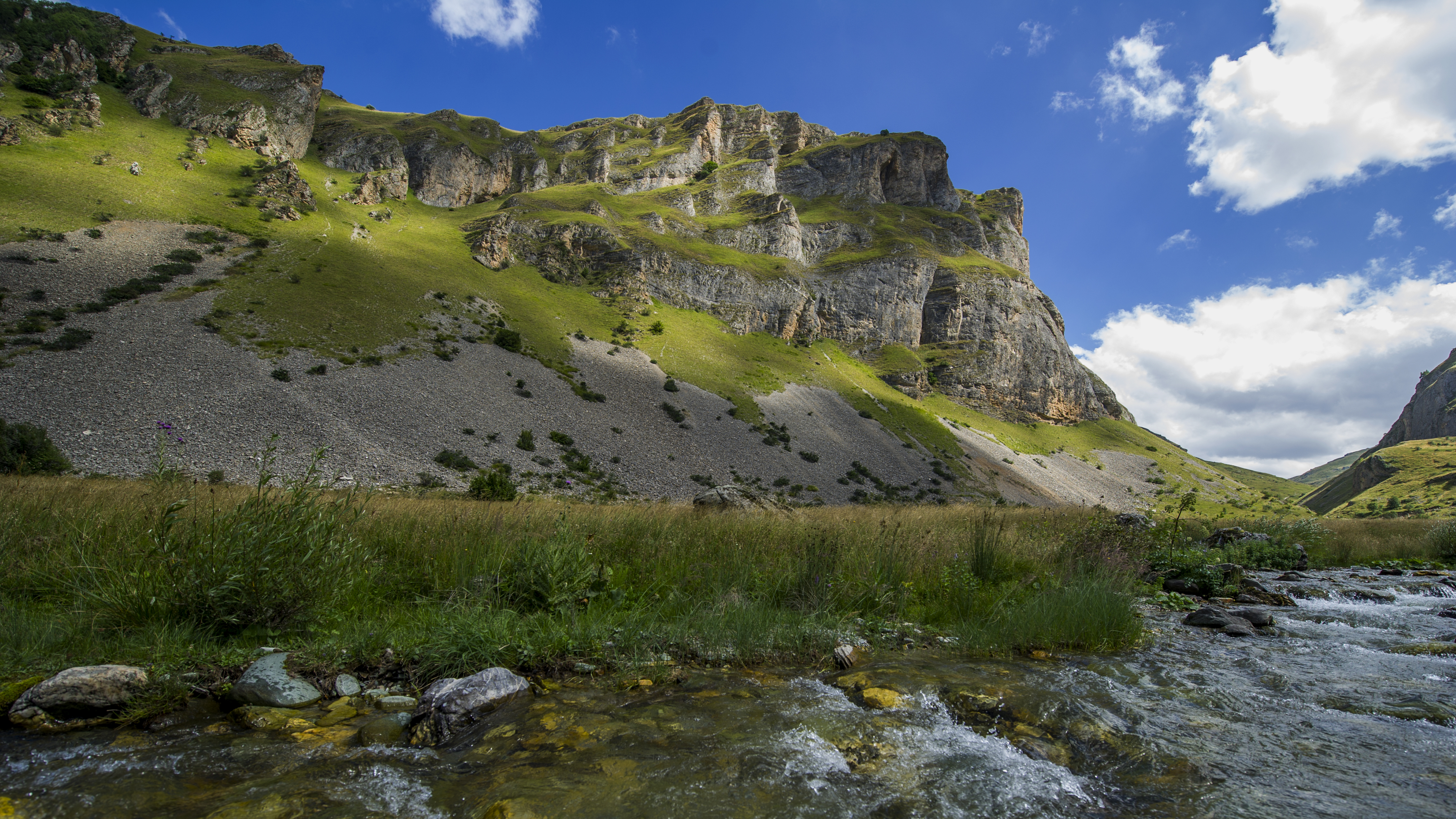
Національний парк "Шар-планина"

Косово характеризується широким спектром видового біорізноманіття та великою кількістю екосистем та оселищ для тварин.
Більшу частину країни географічно займає рівнина Метохія та Косово поле. Місцевість оточена Північно-Албанськими Альпами на заході та Шар-Планиною на південному сході, які є важлими біологічними регіонами, оскільки містять велику кількість видів флори і фауни. 
Косово має два типи клімату: континентальний та середземноморський з чотирма чітковираженими сезонами. На кліматичні умови країни впливає близькість до Адріатичного, Егейського та Чорного морів.
З погляду фітогеографії територія Косова лежить у межах Бореального флорестичного королівства, зокрема в Іллірійській провінції Циркумбореального регіону. Місцевість можна умовно поділити на два екорегіони палеарктики: балканські мішані ліси та динарські мішані ліси. 
Ліси — найпоширеніша територіальна екосистема країни, яка нині захищена статтями Конституції Косова. Більшість лісів важливі тим, що надають прихисток для сотні видів рослин і тварин національного та міжнародного значення. 

## Флора
Лісова флора Косова представлена 139 класифікаційними групами, серед яких є 63 родини, 35 родів та 20 видів. Це досить істотно для Балкан в цілому – хоча Косово становить лише 2,3 % площі всього регіону. За рівнем рослинності в Косові є 25% флори регіону та близько 18% загальної флори Європи. Завдяки середземноморському клімату в лісах зустрічається декілька рослин, які є характерні для субсередземноморських регіонів, як, наприклад, терпентинне дерево (Pistacia terebinthus), дика спаржа (Asparagus acutifolius), ломиніс вогнистий (Clematis flammula) та Convolvulus althaeoides.
У лісових масивах Шар мешкає 86 судинних рослин, що мають міжнародне значення, а у Проклетії — 128 ендемічних видів.  Флора представлена 139 групами, які класифіковані у 63 родини, 35 родів та 20 видів.
Інші поширені квіти для лісів Косова, які не виняткові для середземноморського клімату:
- Бирючина звичайна — Ligustrum vulgare
- Anemone apennina
- Ostrya carpinifolia
- Східний граб — Carpinus orientalis
- Турецька ліщина — Corylus colurna
- Європейська форзиція — Forsythia europaea

### Вимираючі види
У косовських лісах є кілька видів флори, яких зараховують до зникаючих за класифікацією Косовського агентства охорони навколишнього природного середовища: 
- Нарцис білий
- Тюльпан садовий
- Купальниця європейська
- Fritillaria graeca
- Гвоздика
- Wulfenia carinthiaca
- Тис ягідний
- Acer heldreichii
- Quercus trojana
- Берест

## Фауна

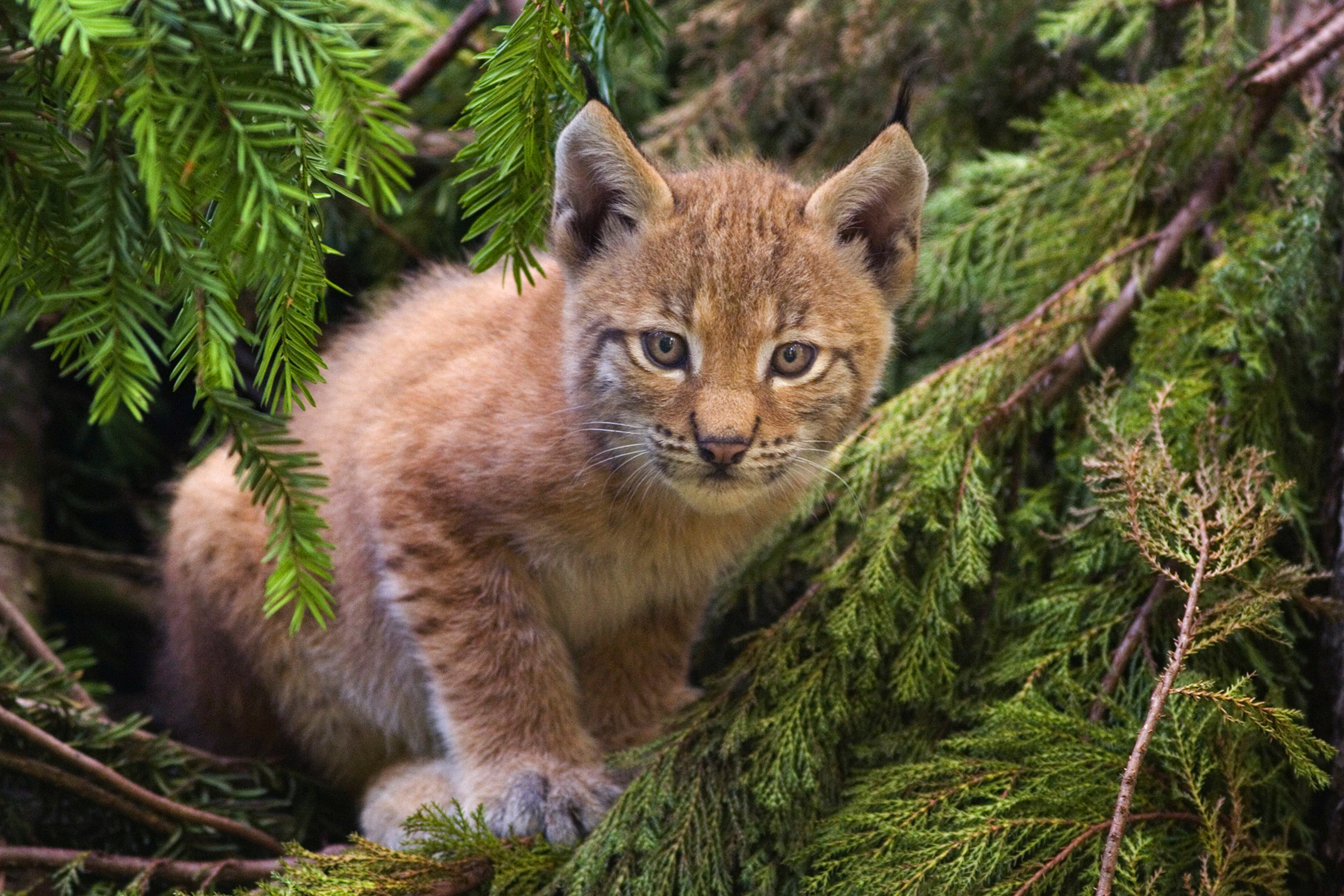
Підвид балканського рисі, який зустрічається у Косові.

На видове різноманіття фауни країни впливає географічне положення та природні умови регіону, які підходять для кількох рідкісних тварин. На полях і горбистих ділянках проживають кабани, олені, кролики, ворони, сороки, шпаки, польові горобці, дятли і горлиці. У гірських районах є польові куріпки, перепілки, фазани, білки, лелеки та багато численних видів орлів, грифів, яструбів та інших. До рідкісних тварин належать бурий ведмідь, вовки, козулі, рись, лісові тетеруки. Ведмеді переважно зустрічаються в горах Шар, а також в Албанських Альпах. Високі гори Косова також ідеальне місце для проживання багатьох тварин.  
У річках та озерах є лосось, форель, вугор, сом, короп та маленький оселедець. Південна частина, особливо муніципалітет Драгаші, має власну породу собак за назвою Qeni i Sharrit, яку тримає більшість людей регіону та які зустрічаються здебільшого в Косові, західній частині Північної Македонії та Албанії. 
Фауна Косова складається з широкого спектру видів завдяки рельєфу, екологічним факторам та географічному розташуванню. Ліси з найрізноманітнішими видами є в горах Шар, Проклетії, Копаонику і Мокна. Всього в Косові є одинадцять природних заповідників  і вони є домом для таких тварин, як:  
- Ведмідь бурий
- Рись євразійська
- Козиця звичайна
- Беркут
- Глушець
- Лелека білий
- Боривітер степовий
- Гадюка носата
- Вовчок сірий